# Berberidopsidales
Berberidopsidales is een botanische naam, voor een orde van tweezaadlobbige planten: de naam is gevormd uit de familienaam Berberidopsidaceae. Een orde onder deze naam wordt eigenlijk zelden erkend door systemen voor plantentaxonomie; ze maakt ook geen deel uit van het APG II-systeem (2003).
Ze wordt wel erkend op de Angiosperm Phylogeny Website en de website van NCBI [geconsulteerd 20 februari 2007], alsook het Tree of Life web project. Deze worden daarin gevolgd door APG III (2009).
- orde Berberidopsidales
  - familie Aextoxicaceae
  - familie Berberidopsidaceae

De orde omvat dan slechts zo'n vier soorten, op het Zuidelijk Halfrond.